# 时济乡
时济乡，是中华人民共和国四川省甘孜藏族自治州康定县曾经下辖的一个乡。2019年12月，撤销时济乡，将其所属行政区域划归姑咱镇管辖。

## 行政区划
时济乡撤销前下辖以下地区：
时济村、大坝村、邦吉村、杠吉村、叫吉村、日角村、若吉村、杠江沟村、庄上村和抗州村。